# Johanna Cornelia Wattier

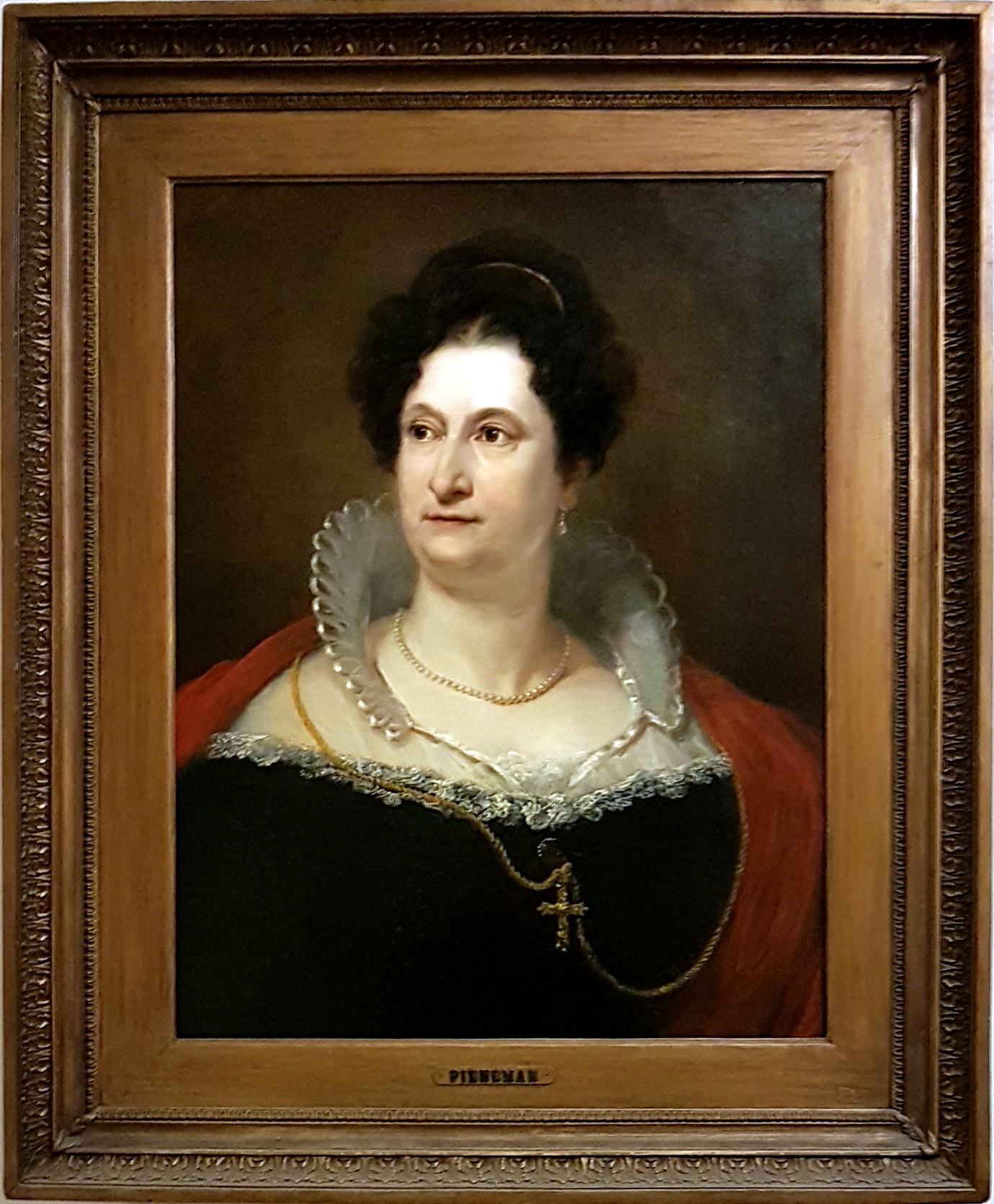
Johanna Cornelia Wattier

Johanna Cornelia Wattier (getauft 13. April 1762 in Rotterdam; begraben 23. April 1827 in Voorburg) war eine niederländische Schauspielerin.

## Leben

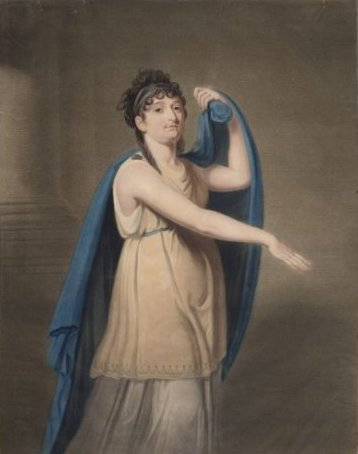
Wattier als Epicharis, 1805

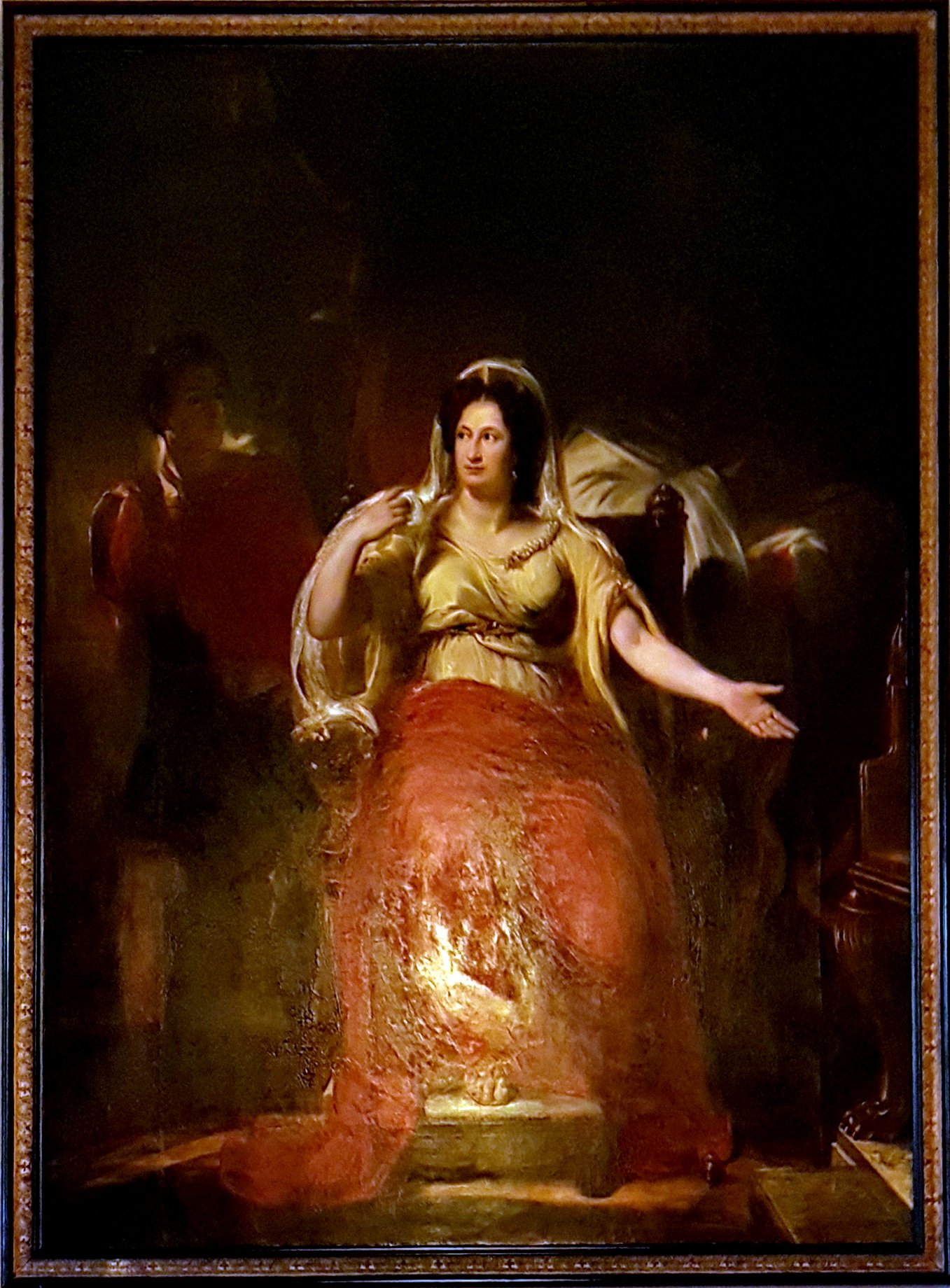
Wattier als Agrippina

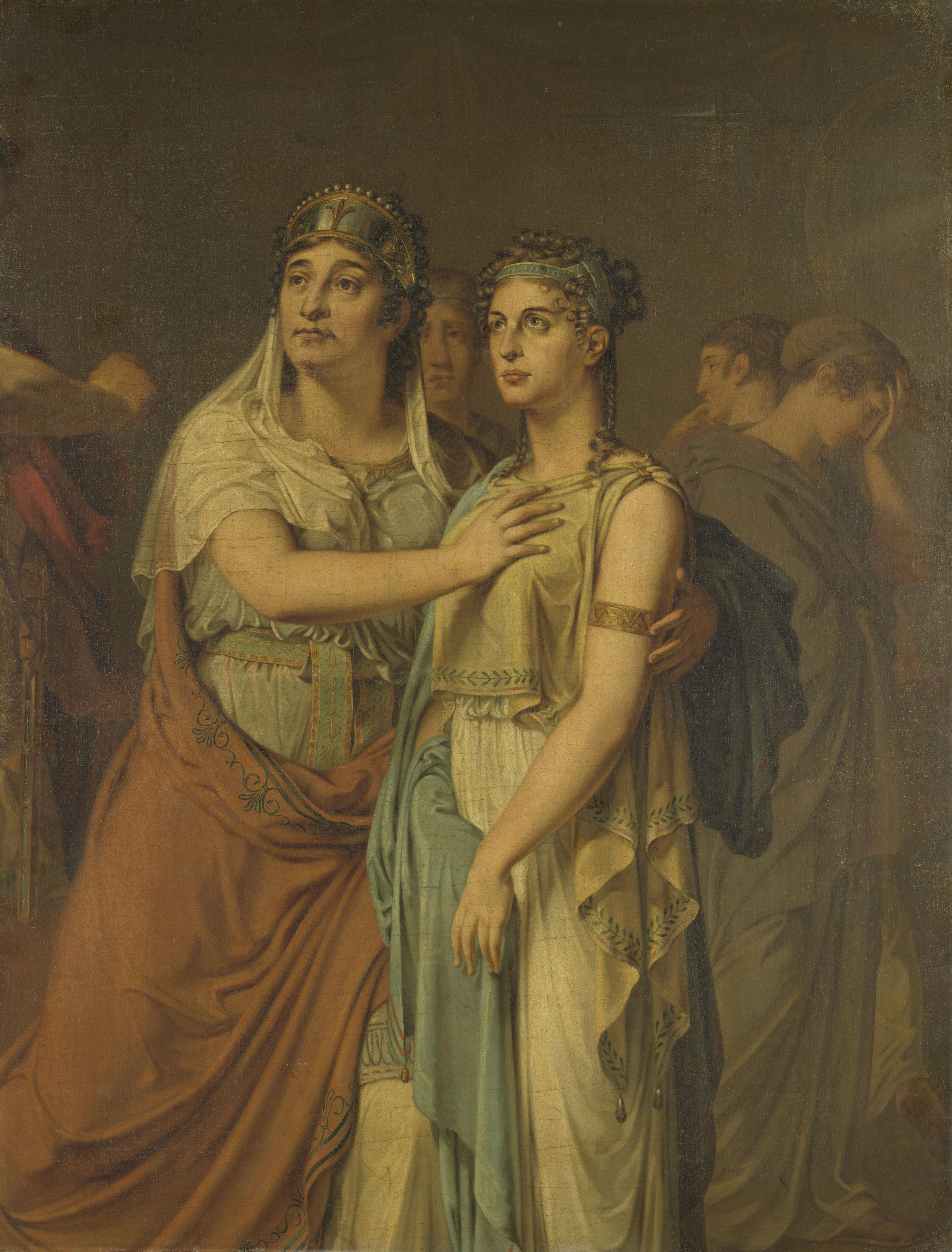
Wattier in Iphigenia

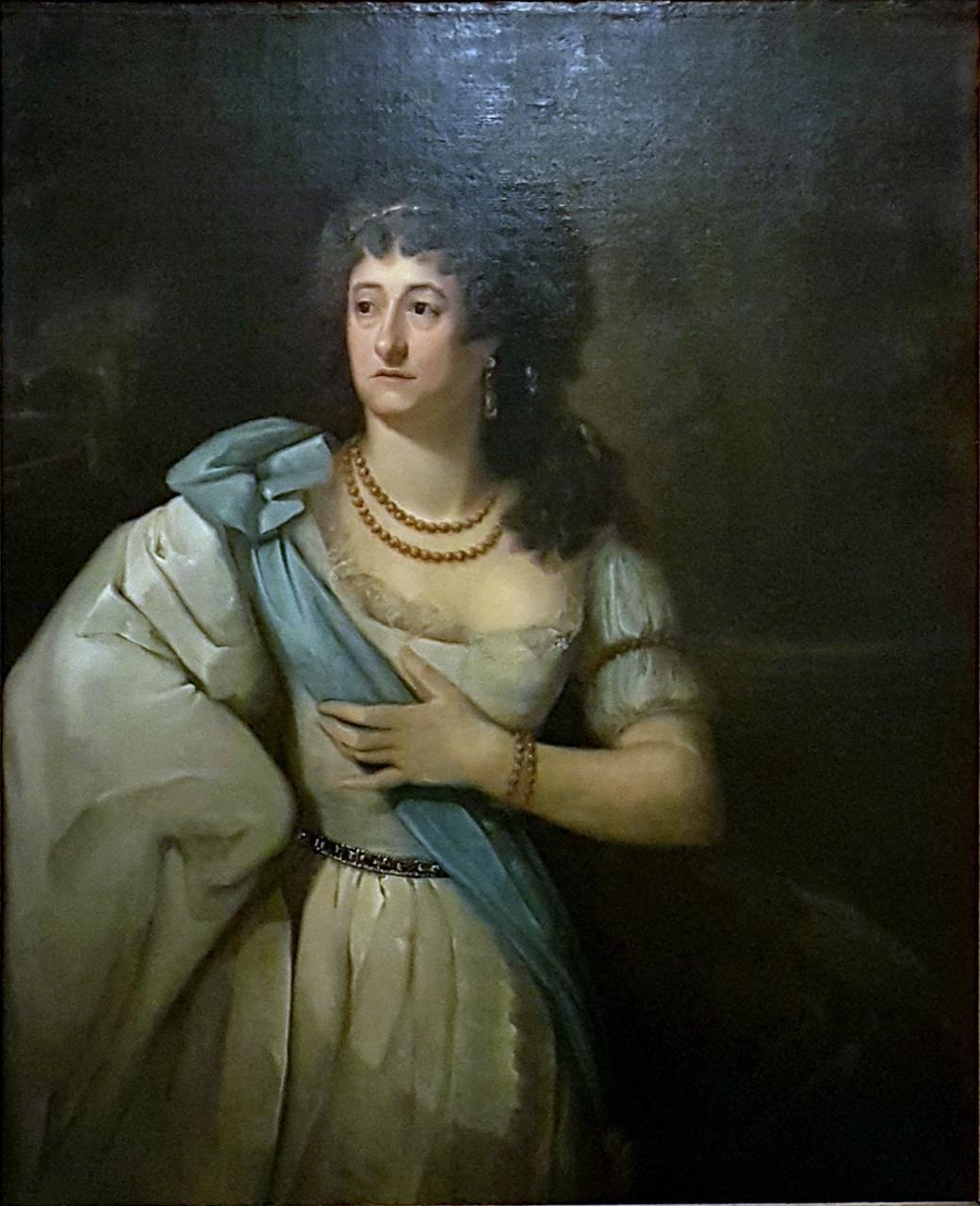
Wattier als Elfriede

Johanna Cornelia Wattier wurde am 13. April 1762 in Rotterdam getauft. Sie war die jüngste Tochter von vier Kindern des Tanzmeisters Jean Baptiste Wattier († 1800) und Anna Cornelia de Bourghelles de la Vacquerie († 1821). Ihre Eltern waren französischer Herkunft. Schon als sie jung war, spielte sie in einer Rotterdamer Hobbykompanie und als sie 15 Jahre alt war, debütierte sie am Rotterdamer Theater des Schauspielers Marten Corver (1727–1794). In ihrem Vertrag war ein Lohn von 400 Gulden pro Jahr festgelegt und ihre Mutter bewirkte, dass auch ihr Bruder Jean Jacques einen Vertrag für 200 Gulden erhielt und auch ihr ältester Bruder Wijnand Jacques wurde für 180 Gulden eingestellt. Corvers großer Rivale, der Schauspieler Jan Punt (1711–1779), bezeichnete sie herablassend als „die Tochter des Tanzmeisters Wattjé – eine berüchtigte Famielje“. Johanna Wattier wechselte 1780 an das Theater in Amsterdam und erhielt dort einen Vertrag über 600 Gulden pro Jahr. Damit endete allerdings auch die Bühnenkarriere ihrer Brüder. Wijnand Jacques wurde „erster Schriftsteller“ bei der Admiralität im Labyrinth. Was aus Jean Jacques wurde, ist unbekannt. Johannas Schwester Anna Maria blieb der Theaterwelt hingegen treu.
In Amsterdam spielte sie verschiedenen Theatergattungen, wurde aber vor allem als Tragikomödie gefeiert. 1784 wurde sie die erste Schauspielerin am Theater Amsterdam. Jedoch gab es erst 1795 mit Andries Snoek (1766–1829) einen ebenbürtigen Gegenpart. Snoek wurde eingestellt, als es zu einem Konflikt zwischen dem Theatervorstand und den regulären Schauspielern im Mai 1795 kam. Er blieb dem Theater Amsterdam bis zu seinem Tod verbunden.
Am 28. Juni 1801, als Wattier 39 Jahre alt war, heiratete sie den Stadtarchitekten Bartholomeus Ziesenis, Witwer von Cornelia Hart († 1800). Ziesenis brachte eine Tochter aus erster Ehe mit, Johanna Petronella (1798–1861). Das einzige Kind von Ziesenis und Wattier, Johannes Anthonius Wilhelm, geboren am 4. März 1802, wurde keine als drei Monate alt.

### Leistung als Schauspielerin
Als Wattier ihre Bühnenkarriere startete, fand ein drastischer Wandel in der Schauspielerei statt. Zu den Vorreitern dieses Trends gehörte auch ihr Lehrer Marten Corver. „Natürlichkeit“ war das Schlüsselwort: Kleidung, Bühnenbild, Diktion und Bewegung, alles musste natürlicher sein. Die Kostüme des 18. Jahrhunderts wichen einer historisch verantwortungsvolleren Dekoration, die bisher geübte hochtrabende Deklamation wurde durch einen realistischeren Sprechstil ersetzt. Auf dieser Innovationswelle sorgte Wattier für Aufsehen und wurde schließlich im Ausland, insbesondere in Frankreich, bekannt. Ihre Qualität als Schauspielerin beruhte auf ihrem Talent, die Ausbildung kam hinzu. Von ihrem Vater hatte sie vermutlich bereits das Tanzen gelernt. Matthijs Siegenbeek (1774–1854) der erste Professor der niederländischen Sprache schrieb in einer Biografie kurz nach ihrem Tod über sie: „Außer Theaterstücken hatte sie kein umfangreiches Lesematerial; und es war mehr ein angeborenes Gefühl für die Schönheit der Poesie und das, was erforderlich ist, um einen Charakter oder eine Zuneigung auszudrücken, von dem sie in ihrer künstlerischen Praxis geleitet und regiert wurde, als irgendein tatsächlich zum Ausdruck gebrachtes theoretisches Wissen.“
Auch wenn ihr vermutlich nur eine begrenzte Lektüre zur Verfügung stand, fragten Theaterdichter sie aufgrund ihres Ruhmes um Rat und um ihre Meinung zu Stücken, die manchmal auch speziell für sie geschrieben wurden. Sie hatte in literarischen Kreisen zahlreiche Bewunderer, zu diesen gehörten die Schriftstellerinnen Betje Wolff und Aagje Deken, der Dichter Johannes Kinker, der Buchhändler und Übersetzer Pieter Uylenbroek und der Rechtswissenschaftler Maurits Cornelis van Hall. Auch ihre Kollegen zollten ihr Bewunderung. Sie war die bestbezahlte Schauspielerin ihrer Zeit, ihr Jahresgehalt betrug 1808 4000 Gulden.
Johanna Wattier erhielt im Laufe ihres Lebens unzählige Lobpreisungen und andere Ehrungen. Sie wurde viele Male gemalt, gezeichnet und modelliert. Das Amsterdamer Theater ehrte sie zu ihrem 25-jährigem Jubiläum in dem ihr ein Lorbeerkranz auf den Kopf gelegt wurde. Ein Jahr später, 1806, erhielt sie von König Louis Bonaparte eine Einladung, in Paris für seine Frau Hortense de Beauharnais eine Aufführung zu geben. Anlässlich des Besuchs Napoleons in Amsterdam (1811) spielte sie die Fedra in Racines gleichnamigem Stück. Napoleon war tief beeindruckt und soll sie „die größte Schauspielerin Europas“ genannt haben. Als Zeichen seiner Wertschätzung ehrte er sie mit einem jährlichen Taschengeld von zweitausend Franken.

### Letzte Jahre
Nach 35 Jahren am Amsterdamer Theater verließ sie die Bühne 1815 aus gesundheitlichen Gründen. Ihr letztes Stück war eine Aufführung von Maria van Lalain, einer Tragödie aus dem Jahr 1778 von Johannes Nomsz (1738–1803). Sie spielte die Rolle der Titelheldin. Nach ihrem Abschied von der Bühne zog sie nach Den Haag, dort leitete ihr Mann die Renovierung des Oude Hof in Noordeinde. Jedoch überschritt er dabei das Budget und die Frist und wurde suspendiert. So ergaben sich finanzielle Probleme. Dadurch war Wattier gelegentlich gezwungen auf die Bühne zurückzukehren. Erneut als Maria van Lalain trat sie 1818 mit Ward Bingleys Truppe am Hof in Den Haag auf. Dafür erhielt sie eine jährliche Zahlung von 1000 Gulden, die ihr König Wilhelm I. zur Verfügung stellte.
Dafür erhielt sie eine jährliche Entschädigung von 1000 Gulden, die ihr König Wilhelm I. zur Verfügung stellte. Viel mehr spielte sie jedoch wahrscheinlich nicht, da ihr schlechter Gesundheitszustand dies nicht zuließ. Bartholomeus Ziesenis starb im Mai 1820 und Wattier kehrte Ende des Jahres nach Amsterdam zurück. Dort wurde sie Mitglied der Gesellschaft für äußere Eloquenz, die gerade „zur Ausbildung von Praktikanten für das niederländische Theater“ gegründet wurde, und später des 1821 gegründeten Fonds für die Ausbildung und Weiterbildung von Theaterkünstlern. Sie trat bis 1824 noch einige Male auf. Endgültig zog sie sich 1825 vom öffentlichen Leben zurück. Sie zog nach Voorburg, wo sie einige Jahre später starb. Am 28. April 1827 wurde sie in der Grote oder St. Jacobskerk in Den Haag beigesetzt, vor nach Angaben des niederländischen Staatscourant vom 30. April, mehr als tausend Trauergästen.